# Гарон, Полин
Поли́н Гаро́н (англ. Pauline Garon; 9 сентября 1900 или 9 сентября 1901, Монреаль, Квебек — 30 августа 1965 или 27 августа 1965, Сан-Бернардино, Калифорния) — канадо-американская актриса театра и кино.

## Биография
Мари Полин Гарон родилась 9 сентября 1901 года (некоторые источники сообщают о 9 сентября 1900 года) в городе Монреаль (Канада). Отца звали Пьер-Август Гарон, он был родом из Франции; мать — Виктория Конник, родом из Ирландии. Мари Полин была младшей из одиннадцати детей в семье. Отец тяжёлым трудом заработал на обучение девочки в Couvent Sacré-Coeur — одной из самых престижных школ Монреаля, в ней она отучилась семь лет. До десяти лет на знала английского языка. В возрасте примерно 19 лет покинула семью и уехала в Нью-Йорк. Там она очень быстро нашла себе работу на бродвейских подмостках и начала сниматься в кино.
В 1923 году стала финалисткой рекламной кампании WAMPAS Baby Stars.
20 февраля 1928 года получила гражданство США.
За 1920-е годы Гарон появилась в примерно 55 кинофильмах, а затем её карьера пошла на спад. За 1930-е годы она снялась в примерно 30 лентах (во многих случаях в эпизодических ролях и даже без указания в титрах), затем последовали разовые появления в картинах 1940, 1941 и 1950 годов, после чего актриса окончательно удалилась на покой.
Полин Гарон скончалась 27 августа (некоторые источники сообщают о 30 августа) 1965 года в психиатрической больнице «Пэттон» в городе Сан-Бернардино (штат Калифорния) от расстройства головного мозга.

### Личная жизнь
Полин Гарон была замужем трижды:
1. Лоуэлл Шерман (1885—1934), известный актёр и режиссёр[7]. Брак заключён 15 февраля 1926 года[8], в 1930 году (или в марте 1929 года) последовал развод. Инициатором развода выступил Шерман, заявивший, что Гарон «бросила его в августе 1928 года по настоянию своих родителей».
2. Джон Элбэн (1903—1978), актёр кино и телевидения[9]. Брак заключён 18 февраля 1940 года, в 1942 году последовал развод.
3. Росс Форрестер (1898—1964), малоизвестный киноактёр[10], бывший муж известной киноактрисы Мэрион Эй[11]. Брак заключён 9 мая 1953 года и продолжался одиннадцать лет до смерти мужа 22 декабря 1964 года.

Также в начале 1924 года Гарон была замечена в отношениях с известным гольфистом Джином Саразеном, девушке пришлось выступать с опровержением этих слухов публично, на страницах кинематографического журнала Motion Picture Magazine.

## Бродвейские работы
- 1919 — Одинокий Ромео / A Lonely Romeo — Франсуа, Сэди Литл
- 1919 — Дружище[англ.] / Buddies — Бабетта
- 1921—1922 — Полевые лилии / Lilies of the Field — Дорис Картер

## Избранная фильмография

### В титрах указана
- 1922 — Объявлен пропавшим без вести[англ.] / Reported Missing — Полин Блейк
- 1923 — Ребро Адама / Adam's Rib — Матильда Рэмси
- 1924 — Обычная женщина[англ.] / The Average Woman — Салли Уипл
- 1924 — Вино юности[англ.] / Wine of Youth — Тиш Тэтам
- 1924 — Суматоха[англ.] / The Turmoil — Эдит Шеридан
- 1925 — Скорость[англ.] / Speed — Вилетта Уипл
- 1925 — Страстная юность[англ.] / Passionate Youth — Генриетта Рэнд
- 1925 — Фермер из Техаса / Der Farmer aus Texas[13] — Эбби Грант
- 1925 — Компромисс[англ.] / Compromise — Натали
- 1925 — Роза мира[англ.] / Rose of the World — Эдит Роджерс
- 1925 — Великолепная дорога[англ.] / The Splendid Road — Энджел Элли
- 1927 — Любовь Саньи[англ.] / The Love of Sunya — Анна Хаган
- 1929 — Представление представлений[англ.] / The Show of Shows — исполнительница (в новелле A Bicycle Built for Two)
- 1934 — Весёлая вдова / The Merry Widow — Лола (во французской версии)
- 1934 — Затерянные в стратосфере[англ.] / Lost in the Stratosphere — Хильда Гарон
- 1935 — Бекки Шарп / Becky Sharp — Фифин

### В титрах не указана
- 1920 — Переделывая её мужа[англ.] / Remodeling Her Husband — двойник-дублёр Дороти Гиш
- 1921 — ? / Doubling for Romeo — двойник-дублёр Сильвии Бример
- 1922 — Глупости Полли[англ.] / Polly of the Follies — танцовщица «Безумств Зигфелда»
- 1934 — Чудо-бар[англ.] / Wonder Bar — телефонистка
- 1935 — Опасная / Dangerous — Бетти, служанка
- 1936 — Коллин[англ.] / Colleen — служанка
- 1938 — Восьмая жена Синей Бороды / Bluebeard's Eighth Wife — покупательница

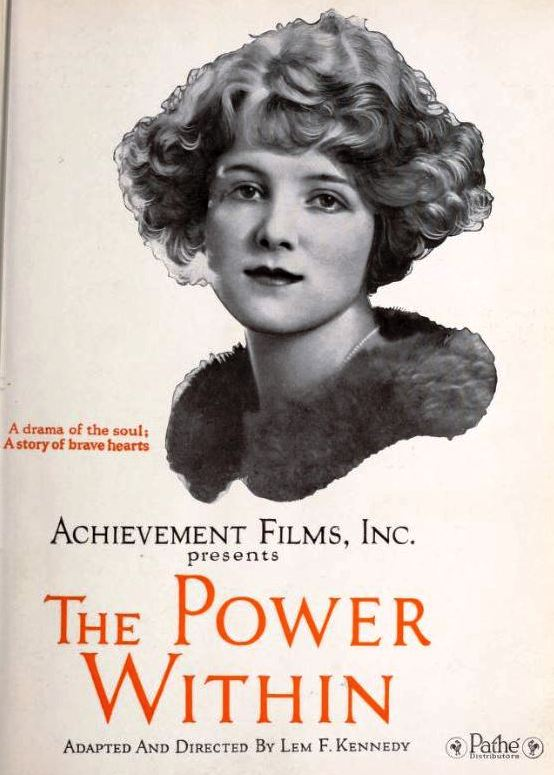
Реклама фильма «Сила внутри» (1921)
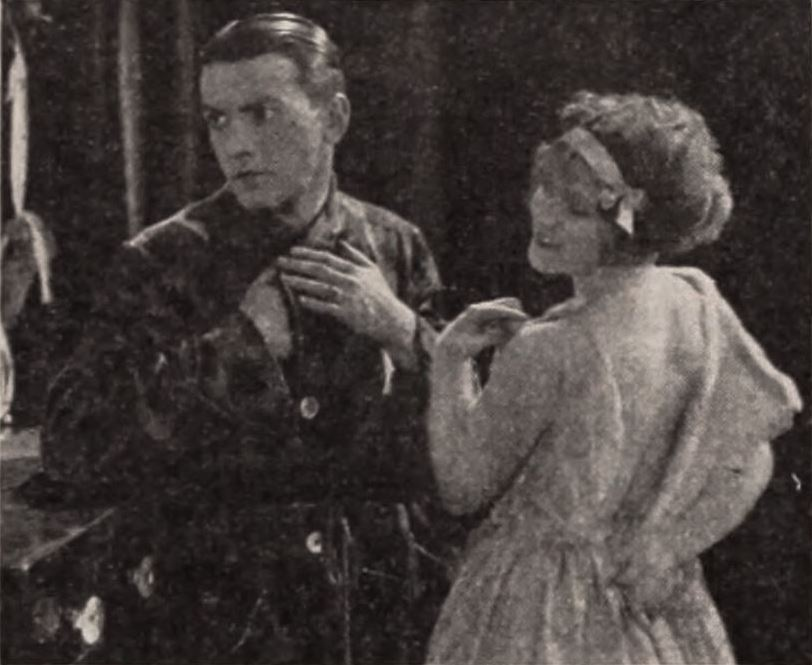
С Ричардом Бартелмессом в фильме «Сонни» (1922)
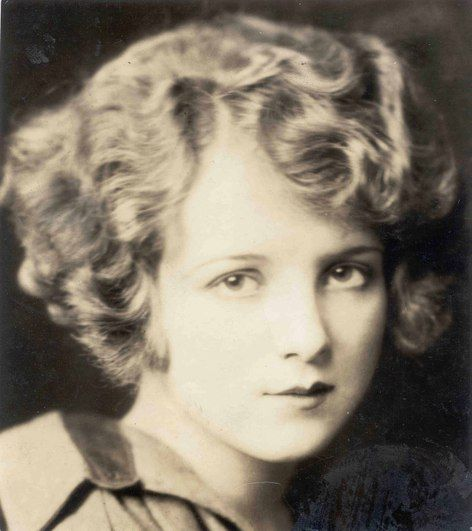
В фильме «Человек из Гленгэрри» (1922)
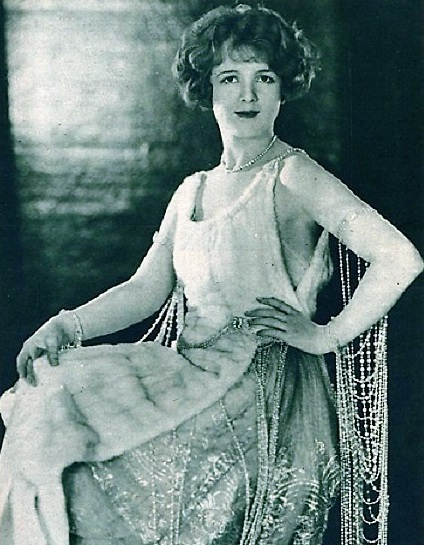
Фото 1923 года
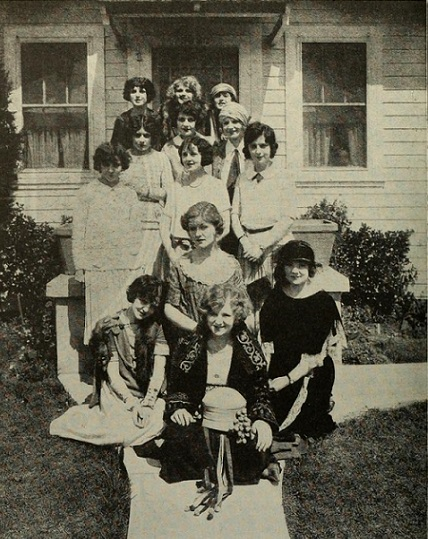
Финалистки WAMPAS Baby Stars 1923 года
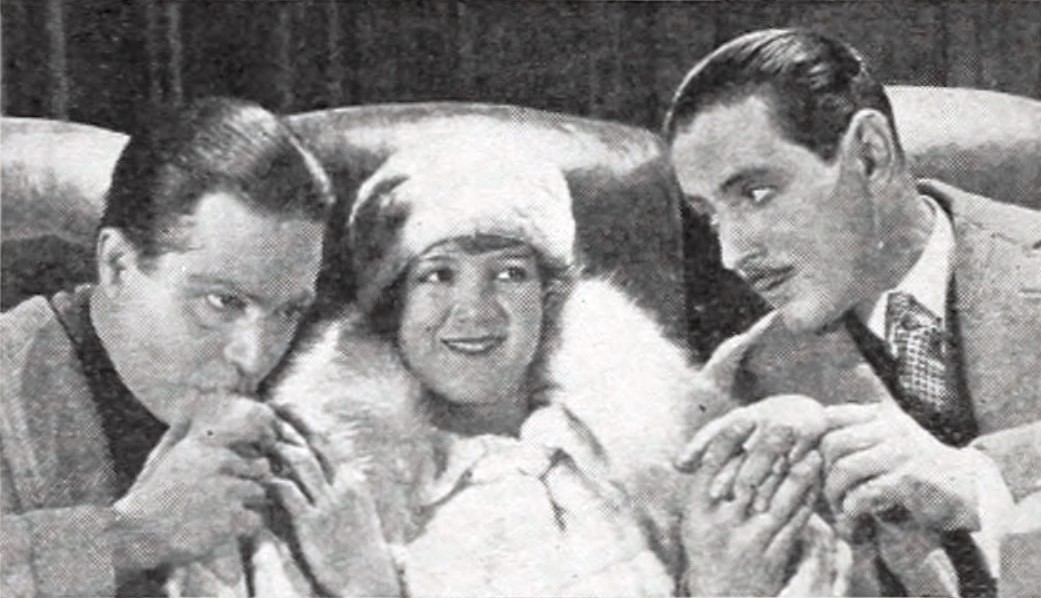
Слева направо: Харрисон Форд, Полин Гарон и Дэвид Пауэлл[англ.] в фильме «Обычная женщина[англ.]» (1924)
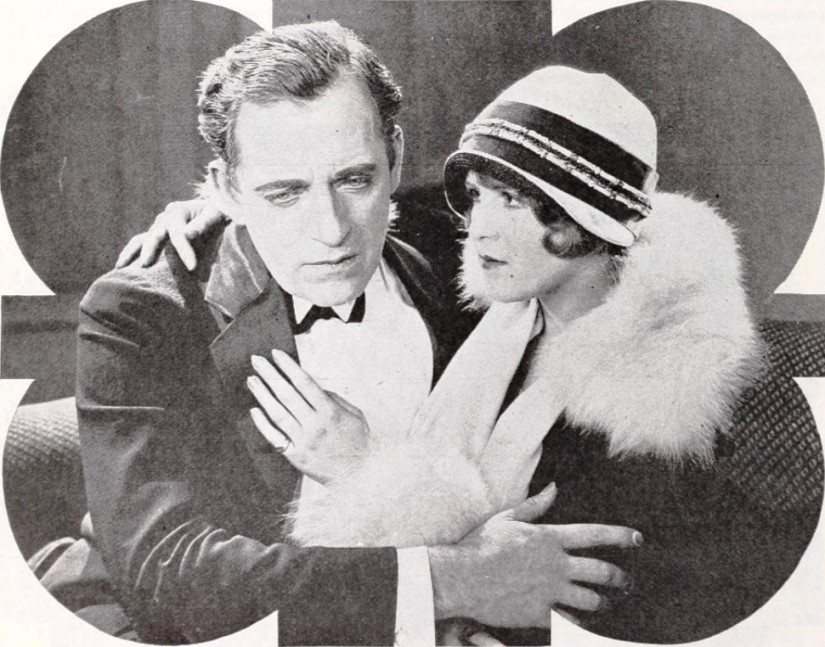
С Джеймсом Кирквудом в фильме «The Painted Flapper» (1924)
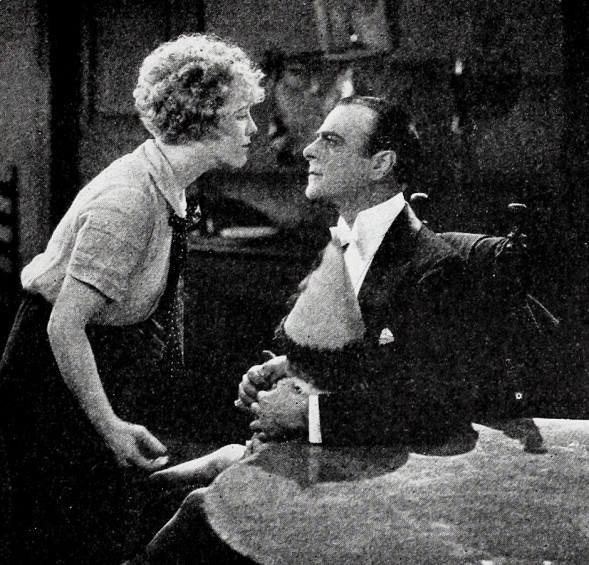
С Лоуэллом Шерманом в фильме «Сатана в соболях» (1925)